# Philodromus signatus
Philodromus signatus är en spindelart som beskrevs av O. Pickard-Cambridge 1869. Philodromus signatus ingår i släktet Philodromus och familjen snabblöparspindlar. Inga underarter finns listade i Catalogue of Life.